# 沃特福德鎮區 (明尼蘇達州達科他縣)
沃特福德鎮區（英語：Waterford Township）是位於美國明尼蘇達州達科他縣的一個行政鎮區。

## 地方資料
沃特福德鎮區的面積為38.08平方千米，當中陸地面積為37.73平方千米，而水域面積為0.35平方千米。根據2020年美國人口普查的數據，當地共有人口538人，而人口密度為每平方千米14.13人。